# Les Filles du Rhin (film)
Pour plus de détails, voir Fiche technique et Distribution.
Les Filles du Rhin est un film français réalisé par Alain Philippon, sorti en 1990.

## Fiche technique
- Titre : Les Filles du Rhin
- Réalisation : Alain Philippon
- Montage : Nathalie Hubert
- Pays d'origine :  France
- Genre : comédie dramatique
- Durée : 85 minutes
- Date de sortie : France, 1990 (présentation au Festival Entrevues)

## Distribution
- Élèves du Théâtre national de Strasbourg

## Distinctions
- 1990 : Grand Prix spécial long métrage français au Festival Entrevues[1]